# Ruta de los Dólmenes
La Estación Megalítica Placencia-Elosua, también denominada Estación Megalítica de Elosua-Plazentzia y  popularmente conocida como Ruta de los Dólmenes,  nombre que le dio Barandiarán, es un conjunto de monumentos megalíticos situado en  el cresterio del cordal de Mazelaegi entre Karakate, Irukurutzeta  e Irimo,  a través de Elosua y Agerreburu, en el parte  oeste de la provincia de Guipúzcoa en el País Vasco en España. La ruta, que discurre a una altitud de unos 800 metros sobre el nivel del mar, cruza territorios municipales de las localidades de Elgoibar, Azcoitia,  Anzuola, Placencia de las Armas y Vergara. Tiene una longitud de 20 km de los cuales 11 corresponden  al cordal Karakate-Iturriberri y el resto a los accesos. Está marcada como un sedero de pequeño recorrido con la denominación PR-Gi 94 y está calificada como un recorrido de dificultad baja y desnivel reducido. El área esta declarada como Área de Interés Naturalístico en las Directrices de Ordenación del Territorio y como zona de Protección Arqueológica.
El cordal, que va desde Karakate,  de 749 m s. n. m. de altitud, hasta Irukurutzeta, de 898 m s. n. m. de altitud, se desarrolla por la alineación de una serie de cumbres entre las que destacan Akelarre, de 745 m s. n. m. de altitud, y Atxolin  de 841 m s. n. m. de altitud. Tiene una estructura geológica formada por  materiales provenientes de erupciones volcánicas submarinas como son las lavas almohadilladas, también llamadas  Pillow-Lavas y rocas volcánicas, aunque al oeste predominan las calizas arenosas,  margas y margocalizas. El paisaje está conformado por el uso tradicional proveniente del desarrollo del caserío, la explotación forestal de coníferas, fundamentalmente el pino Insigne, bosques de hayas además del pasto, el helecho, la argoma y el brezo.   
El conjunto está formado por 19 elementos megalíticos (9 dolmenes y cistas, 9 túmulos y un menhir) que datan del periodo Neolítico y la Edad de Bronce o Eneolítico. Por el Decreto 137/2003, de 24 de junio de 2003, el conjunto fue calificado como un Bien de Interés Cultural, con la categoría de Conjunto Monumental.

## Historia
Aunque conocida de antiguo las primeras identificaciones y estudios los realizó José Miguel de Barandiarán entre los años 1920 y 1921. Fueron estudiados entre 1921 y 1922 por el propio Barandiarán, Enrique Eguren y Telesforo Aranzadi. El lugar ha sido utilizado como ruta de paso entre los valles de Deva y Urola  a lo largo de la historia y  se conocen ritos funerarios realizados hasta hace poco tiempo en relación con los monumentos megalíticos o sus cercanías. La totalidad de los monumentos han sufrido el saqueo, bien por la búsqueda de tesoros atribuidos al imaginario popular o por la reutilización de materiales, en particular las losas camerales, para otros usos.
En la década de 2010 los ayuntamientos de Azcoitia, Vergara, Elgoibar y Placencia de las Armas junto a la Sociedad para el Desarrollo Económico de Debabarrena (DEBEGESA)  decidieron poner en valor la denominada "Ruta de los dólmenes" y para ello realizaron el plan de puesta en valor del entorno de Karakate, que incluía, no solo la parte monumental, sino los valores naturales y etnográficos del entorno.  Dentro de esta actuación se realizó el estudio, la conservación y la vigilancia de los monumentos megalíticos que ya en 1921 se habían identificado. El Departamento de Arqueología Prehistórica de la Sociedad de Ciencias Aranzadi realizó en estudio y las labores de conservación y documentación pertinentes en las diferentes piezas que conforman el conjunto de la Estación Megalítica. En 2014  se volvió a poner en marcha el  el proyecto presentado por Aranzadi de realizar  excavaciones y catas en la zona Karakate-Pagobakar para encontrar nuevos yacimientos.
Junto a los monumentos funerarios de época Neolítica-Calcolítica se han hallado elementos habitacionales pertenecientes a la Edad del Bronce  que interfieren en los funerarios, lo que indica un cambio cultural y costumbrista en esas sociedades. Dan testimonio de la ocupación de territorio  de una forma estable y continuada, con pernoctaciones lo suficientemente prolongadas como para requerir la construcción de cabañas. No de recorridos más o menos rutinarios por el lugar de ascenso desde el fondo del valle hasta las cimas, sino de asentamientos de duración indeterminada, tal vez estacional. La presencia de semillas carbonizadas y de recipientes de almacenaje, tipo orzas,  en seco atestiguan la importancia de los recursos vegetales y señalan los inicios de las comunidades agropecuarias en el territorio.
La mayoría de los monumentos que conforman el conjunto son citados en diferentes publicaciones en obras de investigación, principalmente en las de Aranzadi, Barandiarán y Eguren en 1922, Barandiarán en 1953, Jesús Elósegui en 1953, Cartas arqueológicas de Gipuzkoa en 1982 y en  1990 y  José  María Apellániz en 1973.
El número de monumentos identificados ha ido creciendo según se iba estudiando e investigando el área. En 1921 se identificaron 16 elementos, en 2010 había señalados 17 y en 2020, 19.

## Elementos que conforman el conjunto
El conjunto de monumentos megalíticos que se ubican en la llamada "Ruta de los Dólmenes" está formado por 19 elementos  de los que 6 son dólmenes,  10 túmulos y un menhir. (Dolmen de Iruiya, Túmulos de Kutzebakaar y Gizaburua).
Normalmente los monumentos megalíticos de carácter funerario constan de una cámara sepulcral, denominada cámara dolménica, un pasillo de acceso  y todo ello cubierto por un túmulo realizado con materiales propios del lugar. En el caso de los monumentos del conjunto Placencia-Elosua,  se mantiene esta estructura, aunque con la falta del pasillo de acceso y en muchos casos de la cámara dolménica o parte de ella. En su lugar se encuentran grandes hoyos o agujeros, que se atribuyen a trabajos de saqueo de búsqueda de tesoros escondidos, existentes según el imaginario popular, o para la recuperación de las losas que formaban las cámaras y que suelen ser de unas medidas medias interesantes, oscilan sobre el metro de lado con grosores de 20 centímetros, aunque también se estima que pudieran ser  parte de su estructura original.
En la zona de Gizaburua hay unas grandes rocas que se han conocido  desde la antigüedad por los pobladores de la zona como “Dólmenes” sin que se tuviera pruebas científicas de ello. En las investigaciones realizadas en 2014 por la Sociedad de Ciencias Aranzadi se investigó si dicho conjunto era de origen natural o realizado por el hombre. El conjunto está formado por grandes rocas redondeadas que además están algunas de ellas al lado del otras tomando la apariencia de una estructura y hay una roca que emerge como monolito o menhir. Se realizaron varias catas que determinaron que dichas rocas son de origen natural.

### Dolmen de Gizaburuaga o Gizaburua (También señalado como túmulo)
El dolmen de Gizaburuaga o Gizaburua  está situado en al nordeste de una explanada entre Atxolin y Karakate desde Idoia, en terrenos de Elgoibar y Placencia de las Armas. Pertenece al período Neolítico-Edad del Bronce (4.000-1.500 a. C.) con una cronología por carbono 14 (C14) de  5.000 – 1.000 cal BC. Fue identificado por Barandiarán en 1920 pero no fue estudiado en aquella ocasión. El monumento está deteriorado por haber sufrido saqueos y la reutilización de sus materiales para otros usos.
Se tarta de un monumento megalítico tipo dolmen que está rodeado por un túmulo de 11 metros de diámetro y 0,5 metros de altura, en medio del cual se ubica la cámara dolménica de 1,7 metros por 1,6 metros, de ella que se conservan  dos ostratos de la cámara dolménica, uno de ellos reposicionado tras la última intervención. Los ostratos conservados son uno de ellos de una longitud de 1,7 metros, una altura de 0,5 metros y un grosor de 0,2 metros y el otro de una longitud de 1,6 metros, 1,1 metros de ancho y 0,2 metros de grosor.
Tras el hallazgo del monumento Barandiarán lo calificó como túmulo. En los años 2016 y 2017 fue excavado, estudiado y reconstruido por Jesús Tapia, en esa ocasión se halló la cámara dolménica y se procedió a reposicionar una de las losas encontradas que se hallaba tumbada. Las investigaciones concluyeron que el conjunto fue utilizado en dos periodos temporales diferentes, primeramente en el Neolítico y posteriormente en la Edad del Bronce. Entre ambos periodos de uso se produjo la destrucción de la cámara y cambiaron las costumbres y ritos funerarios pasando  de enterrar los cuerpos a incinerarlos.
Se han hallado 77  fragmentos de cerámica de al menos 4 vajillas diferentes, pudiendo montar casi completamente un jarrón; 12 piedras de chispa una lija, una astilla, tres piezas trabajadas, 7 trozos de láminas y un núcleo);  fragmentos de huesos humanos; más de 100 fragmentos de cenizas; carbones, 5  adornos de metal; una piedra de afilar; un brazo de arco; 8 collares de piedras y 8 cristales de cuarzo (gemas de sal).

### Dolmen de Idoia, Idoixa o Iruia
Este monumento megalítico de tipología de dolmen se ubica al lado de la cima denominada Idoia de la que recibe la denominación, en el costado noroeste de Atxolin, en el territorio municipal de Placencia de las Armas. Data del período Neolítico-Edad del Bronce (4.000-1.500 a. C.). Identificado por Barandiarán en 1920 fue excavado por él junto a Telesforo Aranzadi y Enrique Eguren un año después. Sobre él se han realizado varias publicaciones en obras de investigación (Aranzadi, Barandiarán y Eguren en 1922, Barandiarán en 1953, Jesús Elósegui en 1953, Cartas arqueológicas de Gipuzkoa en 1982 y en  1990 y  José  María Apellániz en 1973).
El túmulo que rodea la ubicación de la cámara dolménica tiene un diámetro de 9 metros y una altura de 75 centímetros. De la cámara solamente se conserva un ostrato 1,8 metro de alto y 1,7 metros de ancho. El terreno que rodea el túmulo tiene condiciones óptimas para la realización de la actividad vital diaria, hay agua, bosque y una explanada que fueron aprovechadas en la prehistoria.
En las excavaciones realizadas se han hallado tres fragmentos de cerámica está hecha a mano  de la edad del Neolito-Bronce.

### Cista dolménica de Sabua
Ubicado entre Atxolin e Idoia o Iruiya, en una explanada al noroeste de Atxolin, en límite de los municipios de Elgoibar y Placencia de las Armas, perteneciente a Placencia, el pequeño túmulo de Sabua data de la Edad del Bronce (2.000-1.000 a. C.), con una cronología por carbono 14 (C14) de 4.300-1.500 cal BC.
Fue identificado por Barandiarán quien en un principio le dio una medida de 11 metros de diámetros, aunque los estudios posteriores ha determinado que tiene un diámetro de 6 metros y una altura de 50 centímetros (se estima que  Barandiarán  incluyó la salida de una peña que se confunde con la construcción). No se ha hallado la cámara dolménica.
En 1920 Barandiarán lo identifico pero no lo estudio, aunque se incluyó en la documentación publicada en 1922. No se incluyó en las catalogaciones de Elósegui en 1953 y Altuna en 1982, 1990 y 2002, debido a  la dificultad de discernir su escaso porte en el relieve del emplazamiento señalado.  En 2016 Jesús Tapia y Manu Ceberio localizaron volverlo a identificar ya que pasaba desapercibido entre  las irregularidades del terreno confirmándolo al año siguiente. 
En 2019 se realizó una excavación y estudio del monumento en los que se determino un túmulo de 6 metros de diámetro de forma irregular que mide 7,5 metros en su eje mayor y 6,2 metros en el menor con una altura máxima registrada es de 0,5 metros, realizado con  tierras con lajas y bloques de basalto  adosado a un afloramiento natural. que guardaba en su centro una cámara sepulcral derrumbada de pequeñas dimensiones de tipo  cista que tendría unas medidas de 1,5 metros por 1 metro y medio metro de alto con una orientación de este a oeste. Se identificaron tres losas camerales de las cuales una de ellas estaba tumbada pero en su lugar y las otras dos removidas de sus ubicaciones originales, hay otra losa que se denomino "losa 2", que en un principio se creyó cameral pero resultó ser parte del túmulo, que forma parte del túmulo. Las losas camerales halladas son:
- Losa 1, situada en la parte este es de basalto y mide 1 metro de alto, 05 metros de ancho y 25 centímetros de grueso. Se halla vencida hacia el exterior pero en su ubicación original.

- Losa 3, situada en el lado norte, es una laja de basalto alargada de 15,5 metros de largo, 0,5 metros de  ancho y 25 centímetros de grueso. Se halal tumbada en su ubicación original.

- Losa 4, se encontró desplazada sobre una parte de la cámara, en 2019 se desplazó hasta el borde del túmulo para poder excavar debajo de ella. Mide 1,1 metros de largo, 0,5 metros de ancho y un grosor máximo de 35 centímetros.[4]

Se hallaron en las excavaciones de la campaña de 2019 una lasca de sílex y un molino de mano, barquiforme, de arenisca triásica. El molino, del que solo se conoce otros dos caso en el occidente de Vizcaya,  pone de relieve la importancia de las actividades agrícolas para estas comunidades tradicionalmente vinculadas a la ganadería.

### Dolmen de Atxolin
Ubicado en la cima del Atxolin entre las peñas desde donde se controla todo el ancho del paisaje, en terrenos municipales de Elgoibar y Placencia de las Armas, este dolmen está datado en el período Neolítico-Edad del Bronce (4.000-1.500 a. C.).  Conforman el monumento un túmulo de 7 metros de diámetro y 0,80 metros de altura, realizado con roca basáltica propia del lugar, y la cámar dolménica de la que solo se ha conservado un ostrato de 1 metro por 60 centímetros.  
José María Barandiarán lo señalo en sus investigaciones en 1921 y lo estudió, junto con Telesforo Aranzadi y Enrique Eguren  el año siguiente. En 2017 se realizaron nuevas excavaciones por parte de la Sociedad de Ciencias Aranzadi. Aparece citado en varias publicaciones científicas sobre el tema (Aranzadi, Barandiarán y Eguren en 1922, J. M. Barandiarán en 1953, J. Elósegui en 1953, Cartas arqueológicas de Gipuzkoa en  1982 y 1990 y J. M. Apellániz en 1973).
No se han hallado materiales arqueológicos en ninguno de los dos estudios realizados, a excepción de un fragmento de piedra de chispa que se encontró en 2017 a 30 metros del monumento.

### Túmulo  de Atxolintxiki I
Ubicado a unos 150 metros de la cima de Atxolin, en una explanada entre peña,  en terrenos municipales de Elgoibar y Placencia de las Armas, este monumento funerario data del periodo Neolítico-Edad del Bronce (4.000-1.500 a. C.). Se trata de un túmulo, ha desaparecido la cámara dolménica y en su lugar hay un hoyo de  60 centímetros de profundidad, de 11 metros de diámetros y 95 centímetros de altura realizado con piedras basálticas propias del lugar.
Fue señalado por José María de Barandiarán en 1920 y estudiado por él, Telesforo Aranzadi y Enrique Eguren en 1922. Ha sido nombrado en diferentes publicaciones científicas (Aranzadi, Barandiarán y Eguren en 1922, J. M. Barandiarán en 1953, J. Elósegui en 1953, Cartas arqueológicas de Guipúzcoa en 1982 y 1990 y J. M. Apellániz en 1973). En los estudios realizados no se ha  hallado ningún resto arqueológico.

### Cista dolménica de Atxolintxiki II
Ubicado a 150 metros de la cima de Atxolin, en una explanada entre peñas en terrenos municipales de Elgoibar y Placencia de las Armas, este monumento funerario está datado en el período Edad del Bronce (2.000-1.000 A. C.). Se trata de una cista dolménica, un dolmen con una cámara de pequeño tamaño en este caso de 1 por 0,6 metros de ancho, que se conforma con un túmulo de 5 metros de diámetro.
Fue estudiado por Manuel Ceberio Rodríguez en 2015. En estas excavaciones no se pudo acceder a la cámara ya que sobre ella ha crecido una haya de gran porte. No se encontró ningún resto arqueológico.

### Túmulo de Azkoin o Aizkoin
Ubicado en medio de un hayedo, en la  ladera sur-oriental de Atxolin de camino hacia Pagobedeinkatua en el terrenos de los municipios de Elgoibar y Placencia de las Armas, el túmulo Azkoin o Aizkoin está datado en el periodo Neolítico-Edad del Bronce (4.000-1.500 A. C.). 
Es un gran túmulo de piedra basáltica propia del lugar que tiene un diámetro de 16 metros y 1,2 metros de altura. En el centro del mismo, donde debería hallarse la cámara dolménica, hay un agujero de 3 metros de diámetro y 0,7 metros de profundidad.
Fue señalado por Barandiarán en 1920 y estudiado un año después por él mismo junto a telesforo Aranzadi y Enrique Eguren no se halló ningún material arqueológico a excepción de una piedra de chispa. Aparece nombrado en varias publicaciones especializadas (Aranzadi, Barandiarán y Eguren en 1922, J. M. Barandiarán en 1953, J. Elósegui en 1953, Cartas arqueológicas de Gipuzkoa en 1982 y 1990 y J. M. Apellániz en 1973).

### Túmulo de Pagobedeinkatua
Ubicado en pleno camino que recorre el cordal en el collado de Pagobedeinkatua, entre Atxolin y Kurutzebakar, en terrenos de Placencia de las Armas, este monumento megalítico data del periodo del Neolítico-Edad del Bronce (4.000-1.500 a. C.). Solo se conserva el túmulo que tiene un diámetro de 8,5 metros y una altura de 0,80 metros y está realizado con piedra basáltica propia del lugar, En su centro, donde se debía de ubicar la cámara dolménica, hay un agujero de una profundidad de 0,50 metros.
Como otros mucho del conjunto, fue señalado por Barandiarán en 1920 y estudiado al año siguiente por él, junto con Aranzadi y Eguren. En 2017 se realizó un nuevo estudio por la Sociedad de Ciencias Aranzadi. Aparece citado en varias obras de investigación (Aranzadi, Barandiarán y Eguren en 1922, Barandiarán en 1953, Jesús Elósegui en 1953, Cartas arqueológicas de Gipuzkoa en 1982 y en 1990) y José María Apellániz en 1973).
En las excavaciones realizadas no se han hallado materiales arqueológicos a excepción de una astilla de piedra de chispa y de un fragmento de piedra de chispa al lado del túmulo.

### Túmulo de Nasikogoena o  Naasiko Goena
Ubicado en el lugar que le da el nombre, entre el monte de Kurutzebakar y el collado de Pagobedeinkatua, en el mismo camino que atraviesa el cordal, en el término municipal de Placencia de las Armas está construcción megalítica esta datada en la época Neolítico-Edad del Bronce (4.000-1.500 a. C.). Es un túmulo de 9 metros de  diámetro y 1,5 metros de altura con una fosa de 7,5 metros de largo y 2 de ancho.  No hay rastro de la cámara dolménica ni de los ostratos que la podrían haber conformado, tanto a ella como al pasillo de acceso.
Fue señalado por Barandiarán en 1921 y explorado por él, Aranzadi y Eguren al año siguiente. Como el resto de los monumentos del conjunto figura en varias obras de investigación  (Aranzadi, Barandiarán y Eguren en 1922, Barandiarán en 1953, Jesús Elósegui en 1953, Cartas arqueológicas de Gipuzkoa en 1982 y en 1990 y José María Apellániz en 1973). No se ha hallado ningún material arqueológico.

### Túmulo de Kurutzebakar
El dolmen de Kurutzebakar  se halla al lado de la cima del mismo nombre entre los terrenos de los municipios de Vergara y Placencia de las Armas. Es una construcción de carácter funerario del periodo Neolítico-Edad del Bronce (4.000-1.500 a. C.). El túmulo tiene un diámetro de 10 metros y una altura de 80 cm. En su centro se encuentra un cráter producido por un saqueo que tiene un diámetro de 3 metros y una profundidad de 90 cm. No hay restos de la cámara dolmética.
Kurutzebakar  fue uno de los hallados por Barandiarán en 1920 y estudiado un año después por él, Enrique Eguren y Telesforo  Aranzadi. En 1953 fue de nuevo estudiado por Barandiarán y Jesús Elósegui y aparece en las Cartas arqueológicas de Gipuzkoa en 1982 y 1990 y de  nuevo en 1973 lo documentó Juan María Apellániz. 
En las excavaciones realizadas se hallaron un cristal de cuarzo (gema de sal) de época prehistórica y una piedra fusil, una bala de época moderna.

### Menhir de Arribiribilleta

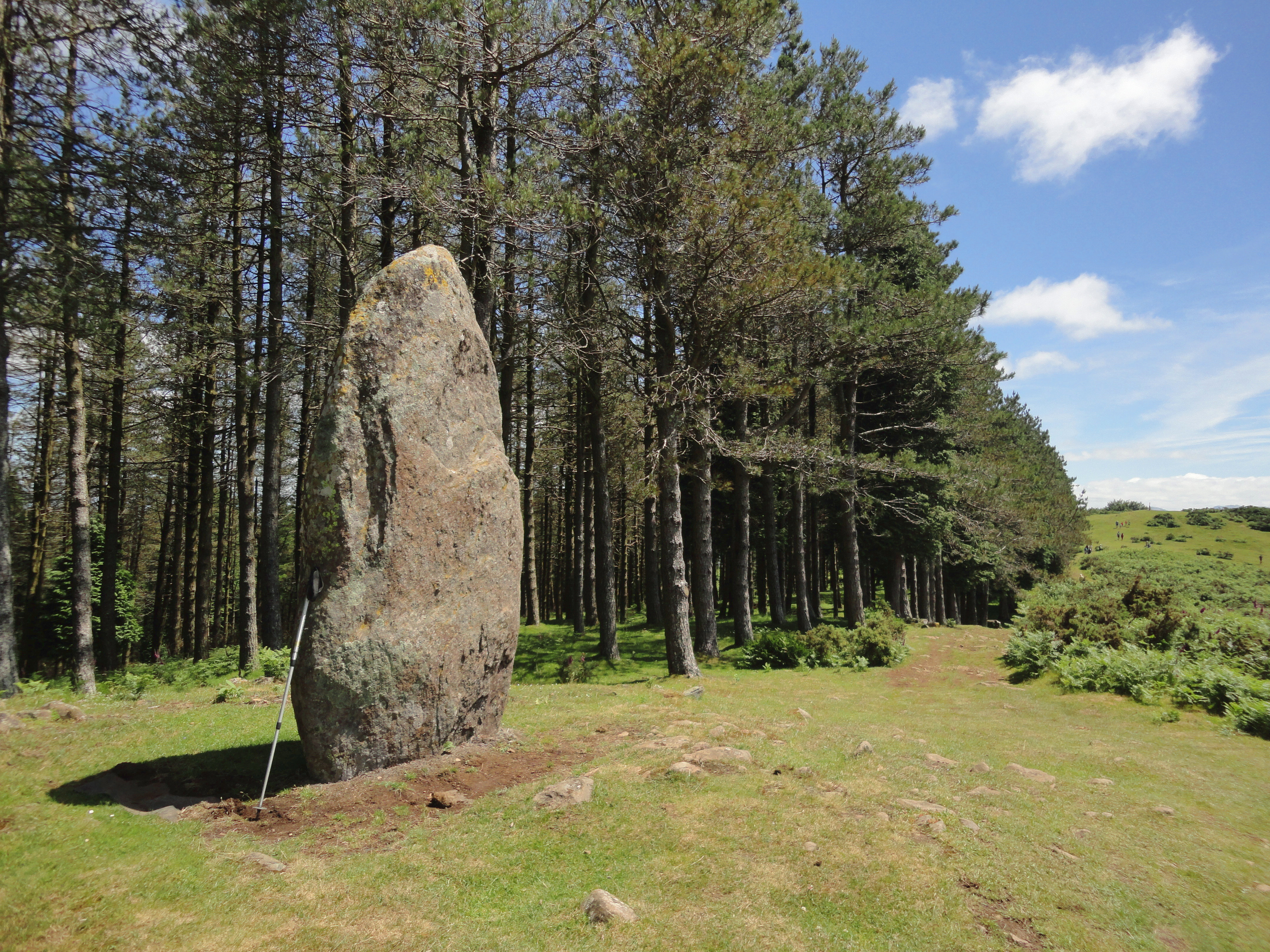
Menhir de Arribiribilleta.

En la frontera entre los términos municipales de Elgoibar y Vergara, los barrios de Sallobente-Ermuaran de Elgoibar y Elosua de Vergara,  en la cima de Kurutzezarra del monte Irukurutzeta se halla este monumento megalítico que, en un principio, al hallarse tumbado, fue catalogado como dolmen y posteriormente, tras el estudio realizado por la Sociedad de Ciencias Aranzadi,  se determinó que  era un mehir. Está datado en la época del Neolítico-Edad del Bronce (4.000-1.500 a. C.), la cronología por carbono 14 (C14) 5.000 cal BC – 1.000 cal BC.
Se trata de un monolito, que se encontró tumbado, de una longitud de 3,60 metros, una anchura de 1,7 metros y un grosor de 0,4 metros en dirección sureste-noroeste. Tras la investigación que determinó que era un menhir se recoloco erguido. El hoyo original en el que se ubicaba el monolito es de 1,9 X 1,3 metros de ancho y 0,6 metros de profundidad.
El monumento fue señalado, como la mayoría del conjunto,  por Barandiarán en 1920 y estudiado por este, Aranzadi y Eguren. Al hallarse en la línea de demarcación de los municipios de Elgoibar y Vergara y no encontrarse nada relevante en la excavación realizada, se hallaron trozos de carbón y teja que son materiales que se utilizan para verificar los mojones, se creyó que era un mojón más de la línea de delimitación municipal. El hecho de que estuviera tumbado y sobre una colina, que se tomó como el túmulo, dio pie a pensar que se trataba de la losa de cubrición de la cámara dolménica. En la investigación realizada en 2002 por Jesús Castro junto a Jesús Altuna, David Mariezkurrena y L. Del Barrio así lo determinaron aunque en el estudio de 2012 de Jesús Tapia y Manuel Ceberio Rodríguez, del  Departamento de Arqueología Prehistórica de la Sociedad de Ciencias Aranzadi   por petición del ayuntamiento de Placencia de las Armas, de demostró que era un menhir y tras excavar el lugar y demostraron que no era un túmulo, sino una colina natural y que la fosa para mantener el menhir fue excavada en la prehistoria y que constaba de un terraplenado más actual y otro posterior. En el proyecto de estudio de 2002 se determinó con exactitud el agujero y el bloque de piedra. En las excavaciones se hallaron dos trozos de piedra de chispa. 
El monolito es un gran bloque basáltico que  fue transportado hasta el lugar desde alguna localización cercana distante unos 2 o 3 kilómetros. Tras el estudio realizado en 2012 se decidió reponerlo en su lugar original erguido, esto se hico en abril de 2014.
- Vídeo de restitución del megalito.

Arribiribilleta se puede traducir como  “lugar de piedra redonda” o "sitio donde hay una piedra redonda", por lo términos "arri", "piedra", "ibiril", "redondo", "circular" y "eta" terminación que proviene de la latina "etum" "sitio" o "lugar".
Ha sido usado como mojón de demarcación de los municipios de Vergara y Elgoibar y figura como tal en diferentes archivos. En las excavaciones realizadas en su entorno se han hallado trozos de teja y carbón, elementos utilizados históricamente en las diferentes ceremonias de demarcación territorial.

### Dolmen de Irukurutzeta

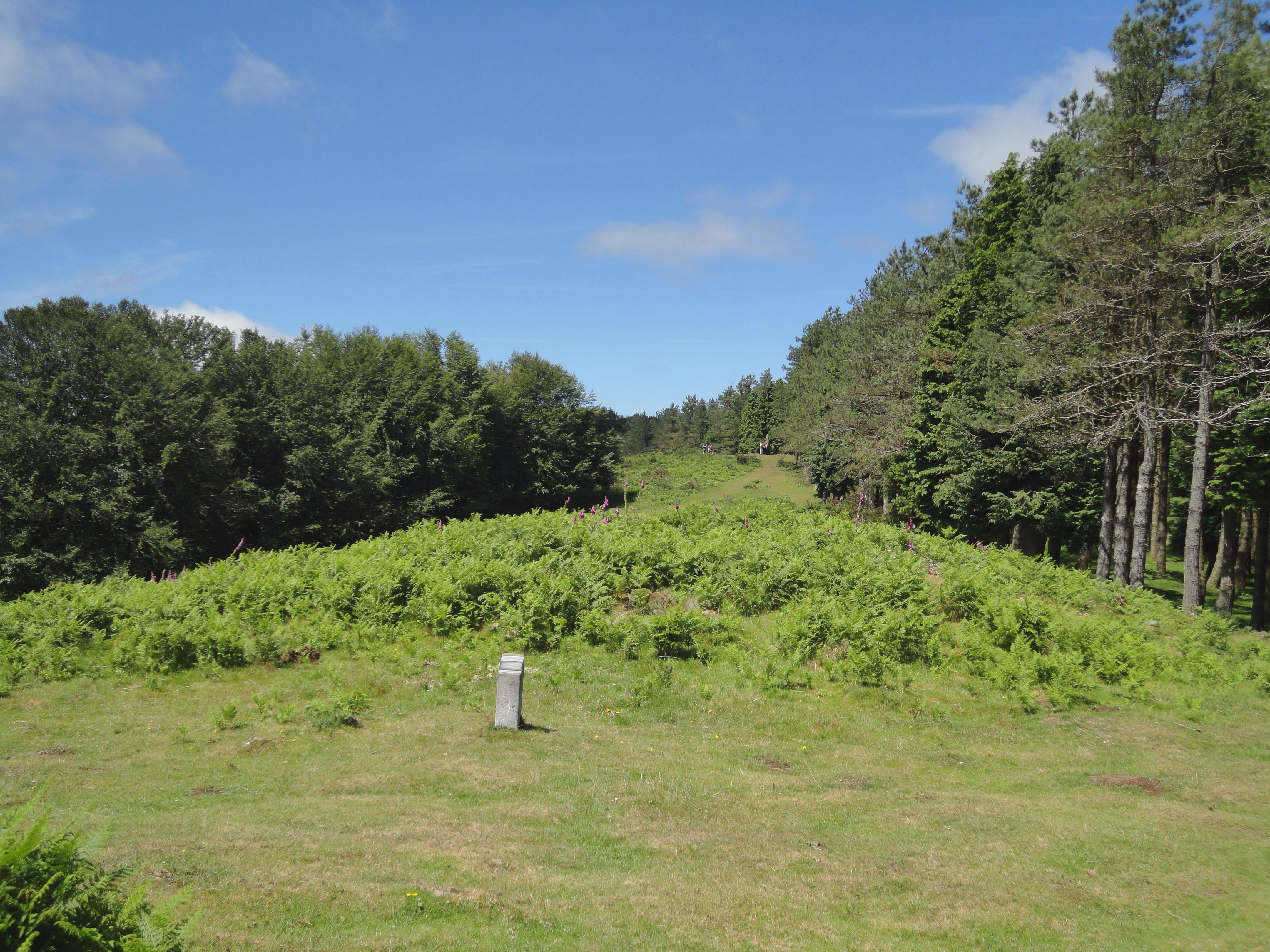
Dolmen Irukurutzeta en enero de 2010.

Situado en el término municipal de Vergara, el dolmen de Irukurutzeta es monumento funerario que data del periodo histórico Neolítico y Edad del Bronce (4.500-1.500 cal BC). Fue excavado y estudiado por la Sociedad de Ciencia Aranzadi, la dirección científica fue responsabilidad de Jesús tapias, en el año 2018 y en la primavera-verano de 2019 a petición del ayuntamiento de Placencia de las Armas.
El monumento había sido saqueado con anterioridad. Se había realizado un agujero en la mitad del mismo que fue rellenado posteriormente. En 1922 Barandiarán y Telesforo Aranzadi realizaron excavaciones y estudios. En 2019 se restituyó el único ostrato que se halló al centro de la estructura  para dar una mejor precepción de su forma original.
El dolmen se encuentra junto a la cima del monte Irukurutzeta, está formado por un gran túmulo de 19 metros de diámetro con una altura de 1,8 metros. La cámara, de la que solo se conserva un ostrato, está desplazada respecto al centro del túmulo. En la zona central del monumento hay un cráter de 5,5 x 4 metros con una profundidad de 65 cm. El material de construcción son rocas del entorno de origen basáltico. Se cree que pudo ser excavado en 1878 y luego, tras detectarlo Barandiarán, en 1922.
Se han hallado varias piezas prehistóricas y algunas otras de periodos más recientes. El 1922 encontraron una lasca y un trapecio de sílex, además de alguna pieza del periodo de la Guerra de la Convención. En 2018 se hallaron una punta de flecha péndulo y aletas, lascas de sílex, fragmentos de cristal de roco y cerámica y una cuenta de collar de piedra. De época más moderna se han encontrado materiales de vidrío, 2 cristales de roca, 12 fragmentos loza y porcelana, cuatro fragmentos de pipas de caolín y 5 balas esféricas de plomo.
El ostrato existente, una losa cameral, ha sido movida en diferentes ocasiones, en 2019 se ubicó de forma vertical y se rellenaron los huecos con las tierras procedentes de las excavaciones realizadas.

### Dolmen de Aizpuruko zabala
Ubicado en el lugar que le da  nombre, en la ladera sur de Kurutzebakar,  junto a la pista que asciende desde Urkiazelai hacia Kurutzebakar, en los términos municipales de Vergara y Placencia de las Armas, este monumento megalítico data del Neolítico-Edad del Bronce (4.000-1.500 a. C.), la cronología de C14 (carbono 14) es de 4.500-1.500 cal BC.  Este dolmen está desviado hacia el suroeste de la línea principal del recorrido.
El monumento es una construcción dolménica que consta de un túmulo de 15 metros de diámetro y una altura que oscila entre 0,40 y 1,5 metros realizado por piedras de basalto propias del lugar, realizado mediante apilamiento con disposiciones transversales o radiales y solapamientos cuya lógica es dar estabilidad a la estructura.  De la cámara dolménica solamente se conserva uno de los ostratos, aunque cuando  Barandiarán lo señaló en 1921 se documentaron tres que formaban una construcción que delimitarían sus lados Sur, Este y Noreste, con orientación este–oeste (en la documentación de 1982 ya solo se reflejan una de las losas), la construcción de la cámara se realizó de forma más o menos simultánea a la del túmulo, sus dimensiones son de 2 metros de largo por 1,6 metros de alto y una anchura de la cámara de en torno a 1,2 metros con una forma trapezoidal. En el centro del túmulo se halla un agujero de un diámetro de 3,5 metros y una profundidad de 0,5 metros.  
En las investigaciones realizada en 1921 se detalla una cámara de 2  metros por  1 metros y con una altura de 1,4 metros con orientación Este de las que se describen tres losas:
- Losa lateral a, en el lado Sur de la cámara: 2,1 m de largo, 1,70 m de alto y 0,25 m de grosor.
- Losa lateral b, en el lado Noreste de la cámara: 0,53 m de largo, 1,30 m de alto y 0,12 m de grosor.
- Losa de entrada c, en el lado Este de la cámara: 0,80 m de largo y 0,30 m de grosor.

El monumento figura en varias publicaciones especializadas  (Aranzadi, Barandiarán y Eguren en 1922, Barandiarán en 1953, Jesús Elósegui en 1953, Cartas arqueológicas de Gipuzkoa en 1982 y en 1990 y José María Apellániz en 1973). En las excavaciones realizadas se han hallado tres tres collares de huesos, una astilla y una piedra de chispa trabajada.
En el verano-otoño de 2020 y la primavera-verano 2021 la Sociedad de Ciencias Aranzadi por encargo del ayuntamiento de Placencia de las Armas y con la dirección científica de Jesús Tapia realizó la excavación y estudio del monumento. En un primer lugar de la parte del túmulo y de la cámara y luego, en 2021, de la cabaña que se halló en el borde del túmulo. La excavación, que abarcó todo el perímetro del túmulo, se realizó de forma manual y siguiendo el orden inverso al de deposición de las distintas Unidades Estratigráficas, cuyo registro se ha realizado de acuerdo con el Método Harris y en su transcurso se identificó una nueva estructura, esta vez habitacional, que se denomino "fondo de cabaña". 
En 1982 ya solo se identifica una losa que está fragmentada en dos trozos, probablemente la losa del lado Sur. Durante la excavación de 2021 se movió esta losa, que estaba fracturada, para volverla a colocar erguida y poder excavar bajo de ella. En el área de "fondo de cabaña" se encontraron materiales típicos de la Edad del Bronce en los que se observan carbones y algunas cerámicas. Se encuentra también un hoyo que debió servir de hogar. Se distinguen dos usos diferenciados, uno el funerario en época neolítica y otro habitacional en la Edad del Bronce.
En la excavación se hallaron diferentes materiales que se documentaron atendiendo a su procedencia estratigráfica, reflejando su posición sobre la cartografía generada y mediante el empleo de una Estación Total Leica TCRM1205, procediendo a su estudio en detalle posterior. Se encontraron los siguientes materiales:
- En superficie en las inmediaciones del dolmen: un fragmento de lámina de sílex, una lasca de sílex y un pulidor sobre canto de arenisca.
- En la superficie del monumento: ocho fragmentos cerámicos a mano, cuatro lascas de sílex, una raedera de sílex y una lasca de sílice volcánica.
- En el agujero y en el entorno de la losa d: tres fragmentos cerámicos a mano, una moneda de 1957, un fragmento de teja, un microlito de sílex de forma de triángulo, una lasca de sílex, una lámina de sílex, una lasca de sílice volcánica y ocho cuentas de collar discoidales de piedra.
- Primera capa del "fondo de cabaña": veintidós fragmentos cerámicos a mano, un colgante en limonita, un fragmento de teja, dos lascas de sílex y una lasca de sílice volcánica.
- Otras capas del "fondo de cabaña": dos cuentas de collar discoidales, de piedra. En la segunda capa, cinco fragmentos cerámicos a mano. En el nivel de uso, cuatro fragmentos cerámicos a mano. En el relleno de la cubeta excavada en el "fondo de cabaña", seis fragmentos cerámicos a mano y una lasca de sílex.

En total se encontraron  48 fragmentos cerámicos a mano, de los cuales 41 se localizan en las distintas capas de relleno superpuestas al “fondo de cabaña”, algunos de ellos con decoraciones a base de ungulaciones, barro plástico e incisiones, que junto con el tipo de pastas y el gran formato de algunas de las vasijas, sugieren una cronología de la Edad del Bronce. 
Las cuentas de collar encontradas son  10 discoidales en piedra, de diámetros entre 3,5 y 4mm similares a las halladas en 1921 y similares a las aparecidas en otros monumentos del conjunto. Están relacionadas exclusivamente con  el uso funerario del monumento. En el "fondo de cabaña" se encontró otro  adorno colgante hecho de limonita que por sus características y tamaño difiere de los hallados en la cámara funeraria.
Se encontraron 13 piezas de sílex pero de ellas solo dos están elaboradas, una raedera y un triángulo. Se observa el uso de sílice volcánica, variedad local, en sustitución del sílex para algunas piezas. Las piezas modernas, como la moneda de 1957, son testimonio del carácter revuelto debido a las diferentes intervenciones realizadas a lo largo del tiempo. Los fragmentos de teja se cree que es consecuencia del uso del monumento como mojón limitador del territorio municipal.

#### Fondo de cabaña
En el verano de 2021 por petición de DEBEGESA se realizó el estudio del área denominada "Fondo de cabaña" que había sido señalada en la excavación de 2020. Esta área, de uso habitacional y correspondiente a la Edad del Bronce, cronología (C14) 2.000-1.000 cal BC, se ubica al borde noreste del túmulo del monumento megalítico al que se le realiza un corte, cerca de ella, en el dolmen Kurutzebakar, se encontró otra similar. Es de destacar que estas estructuras constituyen la primera evidencia de hábitat localizada en la Estación Megalítica. 
La cabaña  consistiría en una estructura semiexcavada en el terreno, con al menos dos lados en ángulo recto y con unas dimensiones mínimas de 4 metros por 1,5 metros, tras los estudios se determina que era de 1,9 metros, donde en el lado sureste de la misma se ha realizado un hoyo, en forma de cubeta, que servía de hogar y en el que se han encontrado restos de carbones y bellotas carbonizadas. La orientación de la estructura es de noroeste a sureste con un acceso, al menos, por el noreste. El suelo se encontraba a 40 centímetros de la superficie. Existe la posibilidad de que la planta original fuera diferente a la interpretada.
El estudio se extendió sobre una superficie de 30 m² de los cuales 14 ya habían sido excavados en año anterior (4  m² excavados en 2020, 7 dentro de la masa tumular y 3 ocupados por los restos de un árbol). Se han observado distintas unidades estratigráficas cuya complejidad aumenta con la profundidad.
Se detectaron dos tipos de elementos arquitectónicos, los constructivos y los excavados. En cuanto a los constructivos solo se han hallado en la esquina noroeste de área en estudio, se trata de un gran bloque desgajado en dos fragmentos, alineado con otros 3 bloques formando un ángulo de la cabaña. Los bloques están hincados en tierra y sujetos por cascajo, a modo de apoyo o sujeción por el exterior de la cabaña. Los elementos excavados se destaca que se ha detectado que el túmulo tenía un diámetro unos 40 centímetros mayor a lo determinado hasta entonces.  En el sector noroeste del área de excavación, el substrato rocoso aparece a menor profundidad, se aprecia con claridad un rebaje en talud recortando la parte más blanda de la roca, de unos 10 centímetros de profundidad y formando un ángulo recto. Sin embargo, la línea de recorte se pierde en dirección suroeste a medida que desciende la cota de relieve de la roca madre.
Se han hallado 46 nuevos fragmentos cerámicos a mano, que como en el caso de los anteriores, algunos de ellos tienen decoraciones a base de ungulaciones, barro plástico e incisiones, que, junto con el tipo de pastas y el gran formato de algunas de las vasijas, sugieren una cronología de la Edad del Bronce. Estos restos más a presencia de macroutillaje, entendido como material de molienda o destinado al procesado de alimentos, confirman el carácter habitacional de la estructura.
El uso habitacional tan cercano al monumento funerario indica el cambio de costumbres y cultura entre los habitantes de diferentes épocas, por un lado el Neolítico y Calcolítico y por otro la Edad del Bronce, donde se aprecia una pérdida del respeto, temor o valor simbólico de la tumba.

### Túmulo de Kerexeta o  Keixeta
En la ladera sur de Irukurutzeta, en el collado de Kerexeta, en terrenos municipales de Azpeitia se alza este túmulo datado en el Neolítico-Edad del Bronce (4.000-1.500 a. C.). De la construcción original solo se mantiene el  túmulo realizado con piedras basálticas de la zona, esté túmulo tiene un diámetro de 17 metros y una altura de 30 centímetros. En su centro, donde debía estar la cámara dolménica, hay un agujero de 50 centímetros de altura, a su lado hay una losa que pudo pertenecer a la cámara desaparecida. El  monumento ha sido dañado recientemente, como se puede observar mediante la Carta arqueológica de 1982.
Indicado por Barandiarán en 1920 como la mayoría de los elementos de conjunto monumental, fue estudiado por este, Aranzadi y Eguren al año siguiente. Entonces el túmulo tenía una altura de 1,5 metros y la losa estaba en el borde del agujero central.  Aparece nombrado en deferentes obras científicas de investigación (Aranzadi, Barandiarán y Eguren en 1922, Barandiarán en 1953, Jesús Elósegui en 1953, Cartas arqueológicas de Gipuzkoa en 1982 y en  1990) y  José  María Apellániz en 1973).
En las excavaciones realizadas se han hallado una lámina y una astilla de piedra de chispa de tiempos prehistóricos y una pieza de plomo, escorias, restos de fauna y trozos de vajilla de tiempos modernos.

### Túmulo de Kerexetaegia Iparrekoa o  Keixetako Egiya Norte
Ubicado en una llanura el monte Leiopago cerca de la demarcación que separa los municipios de Azpeitia y Vergara , en terrenos de este último, es un  túmulo datado en la época del Calcolítico - Edad de bronce (3.200-1.500A.C.).
El túmulo tiene un diámetro de entre 9 y 11 metros y una altura de 0,8 metros. Está realizado con piedras de basalto del lugar. En su centro, donde debía ubicarse la cámara dolménica, hay un agujero de 0,7 metros de profundidad. Como la mayoría de los demás monumentos fue señalado por Barandiarán en 1920 y estudiado al año siguiente por él junto a  Aranzadi  y Eguren. Se hace referencia a él en diversas publicaciones de investigación (Aranzadi, Barandiarán y Eguren en 1922, Barandiarán en 1953, Jesús Elósegui en 1953, Cartas arqueológicas de Gipuzkoa en 1982 y en  1990 y  José  María Apellániz en 1973).
En las excavaciones de 1921 se halló un collar de huesos que se extravió posteriormente.

### Dolmen de Kerexetaegia Hegokoa o Keixetako Egiya Sur

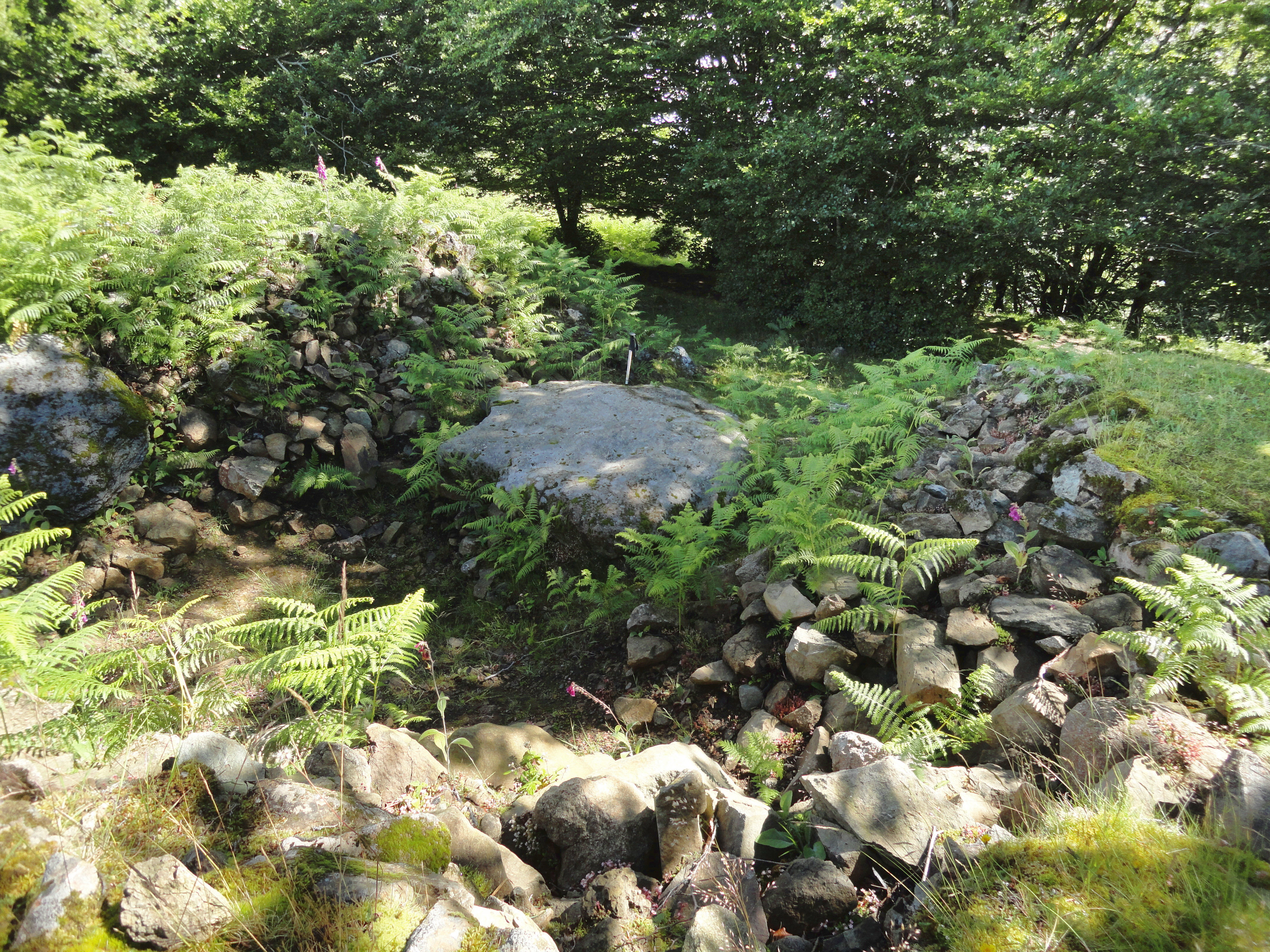
Dolmen Kerexetaegia Hegokoa en enero de 2010.

Ubicado cómo su vecino Keixetako Egiya Norte, se halla en una llanura el monte Leiopago, cerca de la demarcación de los municipios de Azpeitia y Vergara en terrenos del barrio de Elosua de este último. Data de la época de Calcolítico (3200-2.200 a. C.).
Se trata de un dolmen con una cámara sepulcral de más o menos, 2 metros por 1,5 metros de ancho cubierta por un gran túmulo de 17 metros de diámetro y 1,80 metros de altura, realizado con piedras basálticas propias del lugar. El túmulo tiene un  cráter central de unos 6 metros de diámetro y 1,70 metros de profundidad, que se extiende en forma de zanja de unos 3 metros de anchura hasta el extremo oriental del túmulo. Se han hallado en el interior del cráter una losa de 2,45 metros largo, 2,10 metros de ancho y 35 centímetros de grueso y otras tres más pequeñas.
Cuando en 1921 Barandiarán, Eguren y Aranzadi lo estudiaron, encontraron tres ostratos y la  cubierta estaba caída. Había una fosa abierta que atravesaba el túmulo que podría coincidir con el pasillo de acceso a al cámara. En 1980 se realizó una reconstrucción reubicando la cubierta y en 2014 Manuel Ceberio lo tipografió y excavó.  En 2018 Bazeta, Tellería y Aguirre, basándose en los datos de Ceberio, hicieron una restauración integral dándole el aspecto actual. Como el resto de elementos del Conjunto Monumental ha sido nombrado en varias publicaciones de investigación  (Aranzadi, Barandiarán y Eguren en 1922, Barandiarán en 1953, Jesús Elósegui en 1953, Cartas arqueológicas de Gipuzkoa en 1982 y en  1990) y  José  María Apellániz en 1973).
En la investigación de 1921 se define el monumento de la siguiente forma 

El túmulo está constituido de cantos esquinudos e informes. Mide 20 m. de diámetro y 2,50 de altura en el centro. Como todo se halla cubierto de musgo, aun mirado de cerca parece un montículo natural. Por el lado NE. existe una profunda zanja que partiendo del borde llega hasta el centro, lo que indica que alguna vez ha sido registrado. En el centro se ve tendida una enorme losa (la tapa del dolmen) y a los lados otras tres enhiestas que son las laterales de la cámara. La primera, o sea la tapa, ha corrido algo hacia SE. hasta perder los apoyos de las laterales W. y N. que a su vez han caído hacia fuera. (fig.7.ª). El interior del dolmen primitivamente mediría 1,77 m. de largo (E-W.) y 1,38 de ancho o algo menos. Estaba orientado en dirección E.-W. 
 *La tapa T mide 2,60 de longitud, 2,50 de anchura y 0,35 de grueso; 
 *La lateral a mide 0,88 de longitud, 0,55 de altura y 0,24 de grueso. 
 *La lateral b mide 1,05 de longitud, 0,95 de altura y 0,15 de grueso. 
 *La lateral c mide 1,05 de longitud, 1,35 de altura y 0,37 de grueso.

En las excavaciones de 2014 se identificaron las losas que se identificaron con las descritas en 1922 aunque con algunas diferencias en las medidas, estas son:
- Losa 1, que correspondería a la "a" de 1921, con las siguientes dimensiones 1,05 metros, 0,60 metros y 0,40 metros.

- Losa 2, que correspondería a la "b" de 1921, con las siguientes dimensiones 1,10 metros, 1,20 metros y 0,35 metros.

- Losa 3, que correspondería a la "c" de 1921, con las siguientes dimensiones 1,35 metros, 1,20 metros y 0,16 metros.

Sobre el túmulo se encuentran otras dos losas que se estima forman parte de la cámara sepulcral y que no fueron descritas en 1921, estas son:
- Losa 4, con las siguientes dimensiones 1,20 metros, 0,70 metros y 0,35 metros.

- Losa 5, con las siguientes dimensiones 0,95 metros, 0,80 metros y 0,18 metros.

La posición de la losa de grandes dimensiones que se encontró en la zanja se no corresponde con la descrita en 1921 ni con el momento de realización por parte de la Sociedad de Ciencias Aranzadi de la primera Carta Arqueológica de Guipúzcoa realizada en 1982. Se tiene constancia que en la década de 1980 se hizo un intento de reconstrucción del monumento que no llegó a buen fin.
En los trabajo de 1921 se hallaron un hacha de piedra pulimentada, una punta de flecha, dos lijas, una astilla de piedra de chispa y un trozo de cerámica y en 2014 17 trozos de cerámica, 7 piedras de chispa, 3 fragmentos de cristal de roca y 2 de cuarzo.

### Túmulo de Maurketa
Se ubica en la explanada situada entre Frantsesbasoa y Leiopago en el collado de Maurketa, en territorio municipal de Vergara. Data  de la época del Neolítico-Edad del Bronce (4.000-1.500 a. C.). Se trata de un túmulo de un diámetro de 16,5 metros y una altura de 1,6 metros realizado, como el resto, por piedras basálticas del lugar. En el centro del mismo, donde debía de estar la cámara dolménica, hay un agujero de  5 metros de diámetro y 1,3 metros de profundidad. 
Fue también señalado por Barandiarán en 1920, y un año más tarde fue excavado por él, Aranzadi, y Eguren. Aparece nombrado en varias obras de investigación (Aranzadi, Barandiarán y Eguren en 1922, Barandiarán en 1953, Jesús Elósegui en 1953, Cartas arqueológicas de Gipuzkoa en 1982 y en  1990 y  José  María Apellániz en 1973).
En las excavaciones realizadas se hallaron  tres collares, uno de ellos de huesos y los otros dos de piedras, una piedra de chispa trabajada y un cristal de cuarzo.

### Cista dolménica de Frantsesbasoa

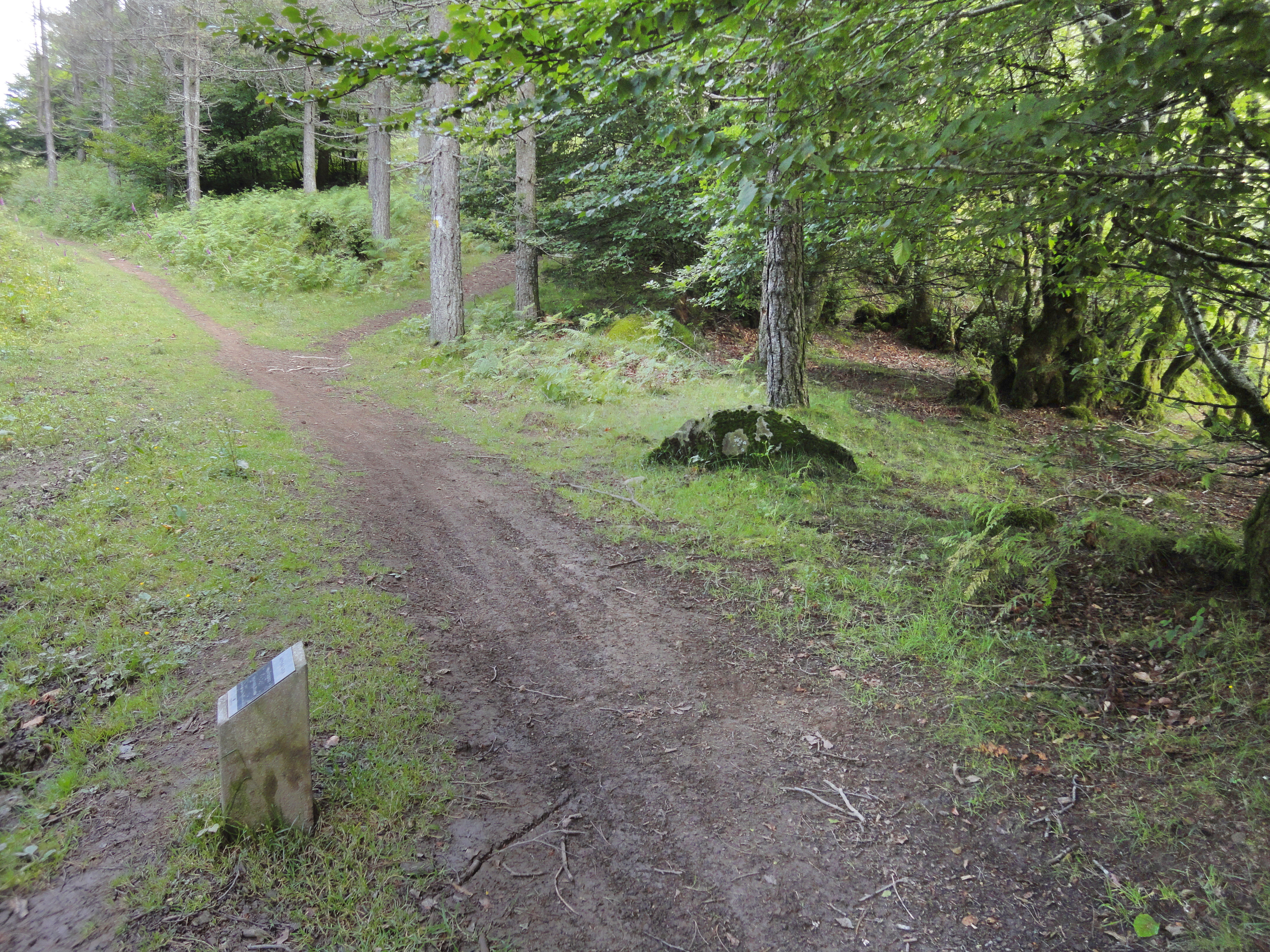
Dolmen Frantsesbasoa en enero de 2010.

El dolmen de Frantsesbasoa   se ubica en el barrio de Elosua entre Azpeitia y Vergara junto a la pista que va desde Sorusaitza a Elosumendi al norte del dolmen de Agerreburu. Es un monumento megalítico de uso  funerario que data del periodo histórico Calcolítico Edad del Bronce (3.300-1.500 cal BC), fue excavado por la Sociedad de Ciencia Aranzadi en la primavera verano de 2019 por encargo del ayuntamiento de Placencia de las Armas. El director científico de dicha excavación fue Jesús Tapia.
El monumento fue descubierto por los miembros del grupo Hilarriak en el año 2011 y está formado por un túmulo de 5 metros de diámetro y unos 10 cm de altura del que sobresale una losa enhiesta de 1,6 metros de largo, 0,55 de alto y 20 cm de grosor. La estructura está muy deteriorada y  afectada por la pista que pasa a su lado. Se han hallado algunas lascas de sílex en su entorno. Fue excavado y estudiado por primera vez en el año 2019 en la que se repusieron en su posición original dos ostratos camerales que se hallaron vencidos. Se han hallado evidencias de un saqueo de la cámara que hizo que está colapsara. El túmulo, formado por bloques y cantos de basalto, tiene 6 metros de diámetro y 40 cm de altura, está recortado y rodea la cámara funeraria de pequeño tamaño, una cista dolménica, formada por cuatro losas de las que se han hallado tres, tenía 1,5 metros de largo por 60 cm de ancho. El túmulo y la cámara están asentados sobre el suelo natural. 
Los ostratos hallados son lajas de basalto de y se asientan sobre el terreno natural. La sola del lado sur, que se halló erguida, mide 1,6 metros de largo, 40 cm de grosor y 70 cm de alto. La del lado norte  es de 1,5 metros de largo, 30 Cm de grosor y 50 cm de alto y la del lado este es de 50 cm de ancho, 20 cm de grosor y 60 cm de alto. Faltan las losas del lado oeste y de la cubierta. 
e han hallado, una lasca de sílex, dos fragmentos de lámina de sílex, una lasca de vidrio volcánico, un prisma de cristal de roca, una la minita de sílex y un prisma de cristal de roca.

### Dolmen de Agirreburu o Agerreburu

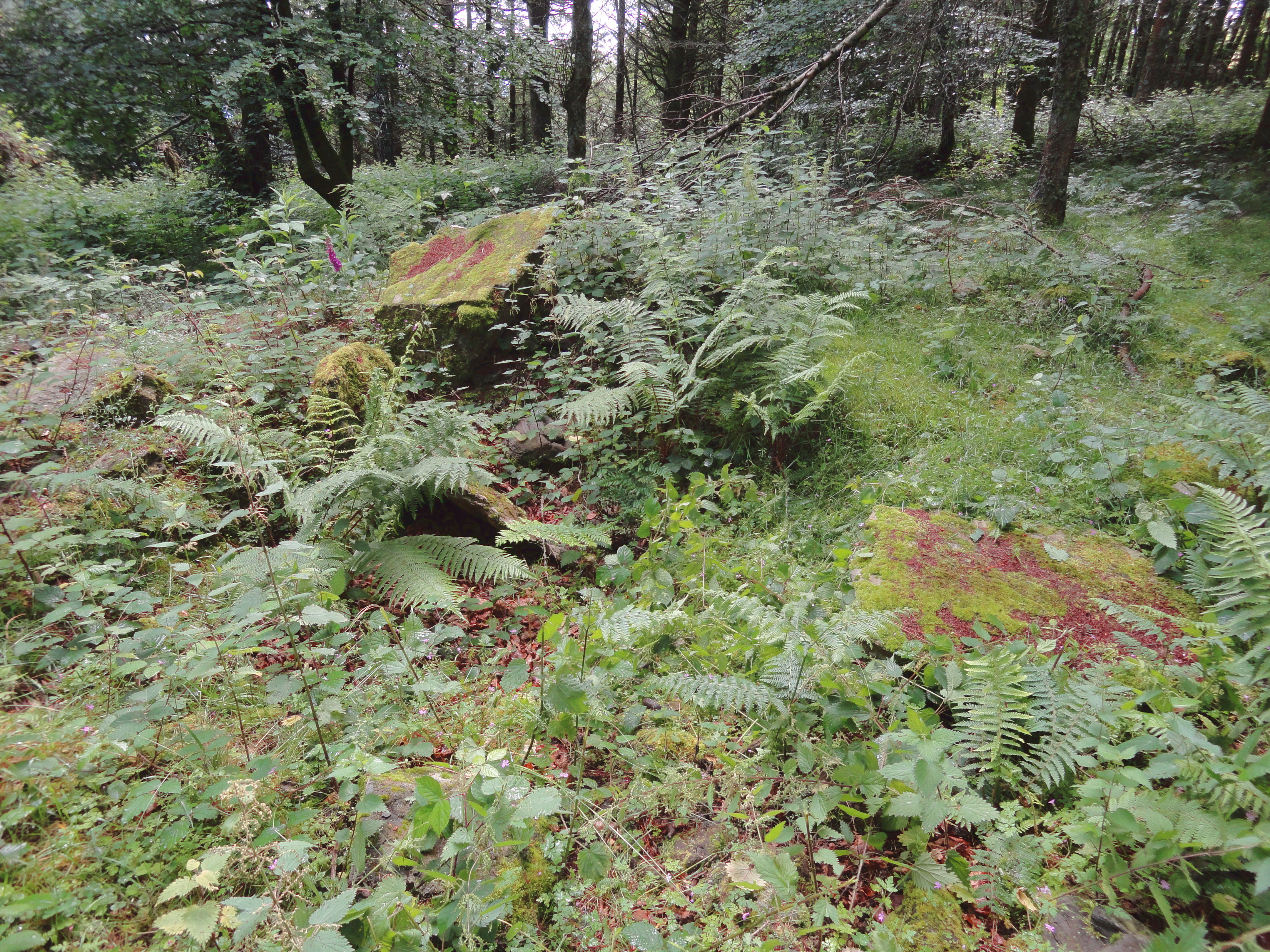
Dolmen Agerreburu en enero de 2010.

Ubicado a 13 metros de la carretera que sube a la cima del monte Agirreburu desde Elosua, al norte de la cima del Agirreburu, en el término municipal de Vergara, este monumento megalítico data de la época del Calcolítico-Edad del Bronce (3.200-1.500 a. C.) y cronología C14 (Carbono 14) de 4.500-1.500 cal BC. Es el único de todo el conjunto monumental que ha podido ser restituido.
El túmulo que conforma en monumento tiene un diámetro de 11,5 metros y una altura de 0,75 metros realizado con lajas y bloques de basaltos y calizas margosas propias del lugar que se disponen de forma apilada y en el que ocasionalmente se observan lajas encajadas entre sí, tanto horizontal como verticalmente, que le dan mayor fuerza a al estructura. En su centro se halla una cámara dolménica completa que conserva tres ostratos, de los cinco que la componían junto con la de cubierta,  que delimitan el lado norte, sur y oeste de la misma. Las medidas de la cámara dolménica son de unos 1,80 metros de largo, 1,20 metros de ancho y 1,20 metros de altura, con una forma trapezoidal. Ese ha deerminado que en el suelo de roca se cavó un hoyo de un diámetros de 70 centímetros y una profundidad de 15 centímetros. 
Sobre el túmulo se han encontrado restos de losas que podrían pertenecer también a la cámara dolménica. En las investigaciones de 1921 y 2019 se enumeran y califican los siguientes ortostatos:
- En 1921  "Losa a" de 1,47 x 1,27 x 0,25 metros de naturaleza pizarreña, ubicada en el centro del túmulo.

En 2019:  "Losa UE4.1". Forma parte del lado norte de la cámara las medidas realizadas en 2019 son 1,40 metros de largo, 1,20  metros de alto y 20 centímetros de grosor. Es un ortostato basáltico de textura escamosa.
- En 1921: "Losa b"  de 1,41 x 1,10 x 1,15 metros de naturaleza pizarreña, ubicada en el centro del túmulo.

En 2019 como "Losa UE4.2". Forma parte del lado sur de la cámara las medidas realizadas en 2019 son 1,40 metros de largo, 1,30  metros de alto y 20 centímetros de grosor. Es un ortostato de caliza margosa y se encontró vencido hacia el interior de la cámara.
- En 1921: "Losa c" de 1 metro x x0,97 metros x 0,28 metros de ofita, situada al oeste del centro del túmulo.

En 2019: fragmento de la "Losa UE4.6".
- En 1921:  "Losa d" de 0,90 x 0,90 x 0,45 metros de naturaleza ofita, ubicada al este del centro del túmulo.

En 2019: fragmento de la "Losa UE4.6".
- En 1921:  "Losa e" de 1,28 x 0,62 x 0,08 metros de naturaleza pizarreña, ubicada al oeste del  centro del túmulo.

En 2019: fragmento de la "Losa UE4.6".
- En 1921:  "Losa g" de 0,85 x 0,65 x 0,05 metros de naturaleza pizarreña, ubicada al oeste del  centro del túmulo.

En 2019: "Losa UE4.5" (corresponde con dudas con la "Losa g" descrita en 1921) Es una pieza basáltica escamosa rota en dos pedazos. En el lado norte de la cámara se hallaron restos de la base  de este ostrato alineado con el de la parte oeste, UE4.1. El fragmento mayor de 50 centímetros de ancho  80 centímetros de  alto y 15 de grosor se halló en el borde este del túmulo y podría corresponder a la "losa g" descrita en 1921.
- En 1921: "Losa h"  de 0,82 x 0,35 x 0,22 metros de naturaleza pizarreña, ubicada en el centro del túmulo.

En 2019 como "Losa UE4.3" (con dudas sobre la correspondencia con la "Losa h"). Forma parte del lado este de la cámara las medidas realizadas en 2019 son 0,40 metros de ancho, 0,80  metros de alto y 20 centímetros de grosor. Es un ortostato de basalto y se encontró vencido hacia el interior de la cámara y podría corresponder a la entrada.
- En 2019: "Losa UE4.4" pieza de pizarra margosa rota en cuatro pedazos, uno de ellos, el basal, se halló, en su posición original, en la parte oeste de la cámara. Oros dos se encontraron juntos sobre el relleno de la cámara y el otro, de menor tamaño, sobre el túmulo. El pieza entera mediría 1,20 metros de ancho, 1,20 metros de alto y 15 centímetros de grosor. No se halla correspondencia con ninguno descrito en 1921.

- En 2019: "Losa UE4.6" pieza de basalto rota en tres pedazos que corresponde a la losa de cubierta de la cámara. De forma trapezoidal mide 1,70 metros de largo, 1,40 metros de ancho y 40 centímetros de grosor. Los trozos se han encontrado sobre el cráter de saqueo y el túmulo y parecen movidos de las ubicaciones descritas en 1921 y en 1990 por Altuna. Tiene correspondencia con las losas "c", "d" y "e" descritas en 1921.

No existe constancia de que los ostratos que conformaban la cámara estuvieran encastrados en hoyos para mantenerlos erguidos, de ello se desprende que su posicionamiento fue realizado utilizando el propio túmulo. Los cinco ortostatos que conformaban la cámara estaban apoyados o imbricados entre sí formando una estructura trapezoidal cuyo eje mayor tiene una orientación noroeste-sureste. Tres de las losas camerales se han mantenido en su lugar original, mientras que de las otras dos se han encontrado restos sobre el túmulo pero también en el mantenían trozos en su ubicación original. La losa de cubrición de la cámara se encontró  rota en tres trozos sobre el túmulo y en el cráter de saqueo.
En las excavaciones realizadas en 1921 por Barandiarán, Eguren y Aranzadi, después de su descubrimiento de 1920 por Barandiarán, se hallaron restos humanos y trozos de una vajilla de cerámica, que se extraviaron posteriormente, estos hallazgos se realizaron en las tierra removidas que los saqueadores del monumento habían acumulado junto al túmulo. En los estudios de 2019 se hallaron más huesos humanos y piezas de cerámica, así como otra hacha de piedra pulimentada de sillimanita que se suma a la encontrada en 2002.
Como la mayoría de los monumentos que componen el conjunto, el dolmen de Agirreburu figura en varias obras de investigación  (Aranzadi, Barandiarán y Eguren en 1922, Barandiarán en 1953, Jesús Elósegui en 1953, Cartas arqueológicas de Gipuzkoa en 1982 y en 1990 y José María Apellániz en 1973).
En la primavera-verano de 2019  la Sociedad de Ciencias Aranzadi, por encargo del ayuntamiento de Placencia de las Armas y bajo la dirección científica de Jesús Tapia realizó una excavación y estudio del monumento que fue ampliado con una propuesta de restauración que fue elevada al área de Patrimonio de la Diputación Foral de Guipúzcoa y a Gordailua-Centro de Colecciones Patrimoniales de Guipúzcoa, todo ello destinado a sustentar la interpretación, rehabilitación, divulgación y puesta en valor, no solo del monumento en cuestión, sino también de todo el conjunto.
En las excavaciones de 2019, realizadas de forma estratigráfica,  se hallaron muchos materiales prehistóricos donde destacan fragmentos 231 de huesos tanto humanos como de animales, 92 fragmentos cerámicos, fragmentos de ocre y cristal de roca, un hacha de piedra pulimentada, tres cuentas de collar de piedra, tres lascas de sílex.

#### Restauración
Tras el estudio llevado a cabo en 2019, y siendo este el único dolmen del conjunto que puede ser reintegrado por completo, se propusieron tres opciones de restauración, dejar las losas en el lugar donde se encontraron, poner las losas UE4.4 y UE4.6 en sus respectivos lugares, parte oeste y cubierta tras recomponerlas de alguna forma y poner las losas en sus lugares haciendo una reproducción un poco mayor (el 20% mayor) de la cubierta para darle mayor estabilidad. Se optó por la reconstrucción reponiendo en su lugar todos los elementos originales, esto se realizó en la campaña de  2021.
Se realizó un estudio previo de la opción 2 que incluyó simulaciones 3D y una real empleando una reproducción en escala 1:1 de la cara inferior de la losa de cubierta para ver sus apoyos, así como el registro topográfico en detalle.
Se reubicaron las losas en sus posiciones originales mediante los métodos habituales en las restauraciones arqueológicas, se ubicó la losa de cubrición asegurando su estabilidad y, seguidamente, se puso en su logar la losa del lado oeste. Se evito la introducción de elementos extraños. No obstante se  han tenido que añadir unos refuerzos metálicos en la losa 2 al detectarse grietas en ella. La losa 4 se ha colocado sin haber sido reconstruida, ya que el estado de exfoliación lo ha impedido. La losa 6 se ha reconstituido utilizando varillas de acero inoxidable y sellando las uniones con resinas sintéticas y cementos especiales. Finalmente se optó por apoyar la cubierta en una estructura de acero inoxidable, en vez de los ostratos camerales.  En el túmulo, se cerró el cráter de saqueo con materiales procedentes de las excavaciones de la campaña de 2019.

## Ritos asociados
Encontramos cruces en Irukurutzeta (literalmente sitio donde hay tres cruces) y en Pagobedeinkatu. Antiguamente, y desde tiempos inmemoriales, se celebraban romerías en estos lugares, con su obligada misa, en ambos lugares, el domingo siguiente al 3 de septiembre. Al atardecer se realizaba el rito del conjuro, que consistía en que un vecino de Elosúa, montado a caballo, daba tres vueltas alrededor de las cruces de Irukurutzeta y Pagobedeinkatu con el fin de "ahuyentar el pedrisco", asegurando mediante este conjuro el éxito de la cosecha.
Entre las leyendas más populares en Placencia de las Armas se decía que entre Irukurutzeta y Elgoibar había doce cajas llenas de oro, de las que once se hallan ocultas dentro de sendos montículos de piedra y la otra no se sabía donde estaba. También se habla de un monstruo que tenía cuerpo de figura humana, cuernos en la cabeza y piernas de cabra y que entre Pagobedeinkatu y Elgoibar se encuentra alojada una campana llena de oro.
En Irukurutzeta y en Pagobedeinkatu. Antiguamente, y desde tiempos inmemoriales, se celebraban romerías en estos lugares, con su obligada misa, en ambos lugares, el domingo siguiente al 3 de septiembre. Al atardecer se realizaba el rito del conjuro, que consistía en que un vecino de Elosúa, montado a caballo, daba tres vueltas alrededor de las cruces de Irukurutzeta y Pagobedeinkatu con el fin de "ahuyentar el pedrisco", asegurando mediante este conjuro el éxito de la cosecha.

## La ruta de Pequeño Recorrido PR-GI94
El camino de Pequeño Recorrido PR-GI94 es un recorrido de 20 km sobre la cordal de Mazelaegi entre Karakate e Irukurutzeta a una altitud de 800 metros sobre el nivel del mar entre las cuencas del río Deva y el río Urola con excelentes vistas del territorio guipuzcoano teniendo el mar Cantábrico de fondo. De los 20 km de la ruta 11 km discurren por el cordal mientras que el resto son los accesos. El camino, al borde del que se ubican los 19 monumentos megalíticos, discurre entre paisajes de gran valor y belleza entre praderas de hierba, helechos, árgomas y rodeados de bosques.
El acceso a la ruta se puede realizar desde cualquiera de los municipios, especialmente desde  Elgoibar y Vergara a puntos medios del camino y desde Placencia de la Armas a la cumbre del monte Karakate, también llamado Muneta, incluso en coche. Hay un servicio de guía que explica las características de 7 monumentos.

### Recorrido
Desde Vergara se accede por el barrio de  Elosu siguiendo la carretera GI-3750 hasta el alto de Gorla donde están las áreas de recreo de Iturriberri y Askaburu. La ruta comienza en la segunda cantina situada en la parte derecha de la carretera de donde, por un camino de tierra en pequeña pendiente, se llega hasta la ermita de  Santutxu.  De allí se pasa por Elosumendi y Pol-pol hacia Irukurutzeta dejando a la derecha el caserío Labeaga y pasando por un camino asfaltado.
Junto a la cima de Sorusitza se encuentra el dolmen de Agerreburu, a unos 100 metros de las antenas de TV. Se desciende unos 30 metros siguiendo un camino a la izquierda  que  continúa por la parte izquierda de la línea divisoria de la montaña y llega a la zona de Frantses baso donde se encuentra el túmulo de Maurketa. Siguiendo el camino llegamos a unas bordas o chabolas, en la cara noroeste del monte Leiopago encontramos a 400 metros de la cima se sitúa el dolmen de Keixetako-Egia Sur y a 100 metros al norte, el de Keixetako-Egia Norte. Tras un pequeño descenso se llega a una loma donde a unos 300 metros a la izquierda se encuentra la fuente de Pol-pol rodeada de una pequeña área de recreo y, ascendiendo hacia la cumbre de Irukurutzeta, el dolmen Irukurutzeta.
Hacia el oeste, la ruta se dirige a Karakate, a 500 metros se sitúa otra construcción megalítica la de kurtzebakar y a unos 200 metros en dirección suroeste  el dolmen de Aizpuruko-Zabala.
El regreso se realiza por  la pista que transcurre por la división de los municipios de Vergara y Placencia de las Armas hasta una llanura donde se coge una pista en dirección noreste hasta en lazar con el camino ya recorrido y llegar, de nuevo, a la cantina, el punto de inicio.

### Información técnica
- Distancia horizontal: 11 km
- Duración: 2h 15 min
- Desnivel subida: 177 m
- Desnivel bajada: 511 m
- Tipo de recorrido: Travesía
- Severidad del medio natural: 2
- Orientación en el itinerario: 1
- Dificultad de desplazamiento: 2
- Cantidad de esfuerzo necesario: 2

- El camino de Pequeño Recorrido PR-GI94  en Wikiloc.